# Топологічний простір
Топологічний простір — це впорядкована пара (X, Γ), де X — множина, а Γ — система підмножин множини X (їх називають відкритими), що задовільняє таким умовам:
1. Порожня множина {\displaystyle \varnothing } та множина X належать Γ.
2. Об'єднання довільного набору множин з Γ також належить Γ.
3. Перетин скінченного набору множин з Γ також належить Γ.

Тоді множина Γ називається топологією над множиною X, а елементи X є точками. Множини в Γ називають відкритими, їхнє доповнення відповідно замкненими множинами.
Поняття топологічного простору успішно застосовується у багатьох розділах сучасної математики як спільне, об'єднувальне поняття. Вивченням топологічних просторів займається топологія.

## Порівняння топологій
Нехай над деякою множиною X визначено різні топології Γ1 та Γ2. Якщо будь-яка множина з топології Γ1 також належить Γ2, то кажуть, що топологія Γ1 грубша за топологію Γ2, відповідно, топологія Γ2 тонша за топологію Γ1.
Найтоншою топологією на множині X є топологію, в якій всі множини є відкритими (тобто топологію яка складається із усіх підмножин множини X). Така топологія називається дискретною.
Найгрубшою є топологія
Г = { {\displaystyle \varnothing }, X} (антидискретна топологія).

## База топології
Топології найчастіше визначаються за допомогою баз. Підмножина {\displaystyle B\subset \Gamma } множини відкритих множин топології називається базою топології, якщо кожна відкрита множина є об'єднанням елементів множини {\displaystyle B}.
Наприклад, множина відкритих відрізків {\displaystyle (a,b)} дійсної прямої {\displaystyle \mathbb {R} } є базою стандартної топології. Коли говорять про відкриті та замкнені підмножини дійсної прямої, як правило мають на увазі цю топологію.

## Приклади
Будь-який евклідів простір {\displaystyle \mathbb {R} ^{n}} є топологічним простором. Базою топології для них можна обрати множину відкритих куль, або відкритих кубів.
Взагалі кажучи, будь-який метричний простір є топологічним простором, базою топології якого є множина відкритих куль. У функціональному аналізі такими є нескінченновимірні простори функцій.
Якщо взяти множину відрізків вигляду {\displaystyle (a,\infty )} на дійсній прямій {\displaystyle \mathbb {R} }, то ми отримаємо «топологію стрілки».

## Неперервні функції
Функція f : X1→ X2, де (X1, Γ1) та (X2, Γ2) — топологічні простори називається неперервною, якщо прообразом будь-якої відкритої множини в (X2, Γ2) є відкрита множина в (X1, Γ1) . Можна довести що у випадку метричних просторів таке означення збігається з означенням неперевності функції в термінах {\displaystyle \epsilon -\delta }. Інтуїтивно це можна представити як відсутність «дірок», «різких коливань» функції. Гомеоморфізмом називають неперевне бієктивне відображення, обернене до якого відображення також є неперевним. Два простори називаються гомеоморфними, якщо між ними існує гомеоморфмізм. З точки зору топології, гомеоморфні простори є ідентичними за властивостями.

## Індукована топологія
Якщо (Х,Г) є топологічним простором і А — будь-яка підмножина Х, можна
зробити з А топологічний простір, означаючи топологію {\displaystyle \ \Lambda } на А, яка складається з всіх підмножин А які можуть бути виражені як перетин елементів Г з А,
{\displaystyle \ \Lambda ={\big \{}U|U=A\cap O,O\in \ \Gamma {\big \}}}. {\displaystyle \ \Lambda } називається індукованою (відносною) топологією.

## Топологія добутку
Якщо (X1, Γ1) і (X2, Γ2) — топологічні простори, то можна зробити добуток {\displaystyle X_{1}\times X_{2}:\{(x_{1},x_{2})\;|\;x_{1}\in X_{1},x_{2}\in X_{2}\}} топологічним простором, означаючи топологію Γ на ньому як таку що містить всі підмножини Х1×Х2 які можуть бути виражені у формі об'єдання множин форми {\displaystyle O_{1}\times O_{2},O_{1}\in \Gamma _{1},O_{2}\in \Gamma _{2}}. Г називають топологією добутку. Використовуючи стандартну топологію для {\displaystyle \mathbb {R} } можна з допомогою цього означення побудувати топології на {\displaystyle \mathbb {R} ^{n}}, причому ми отримаємо таку ж топологію як і при означенні через об'єдання відкритих куль.